# Diadasina parahybensis
Diadasina parahybensis är en biart som först beskrevs av Cockerell 1912.  Diadasina parahybensis ingår i släktet Diadasina och familjen långtungebin. Inga underarter finns listade i Catalogue of Life.